# Bulbophyllum purpureum
Bulbophyllum macranthum là một loài thực vật có hoa trong họ Lan. Loài này được Thwaites mô tả khoa học đầu tiên năm 1861.

## Hình ảnh

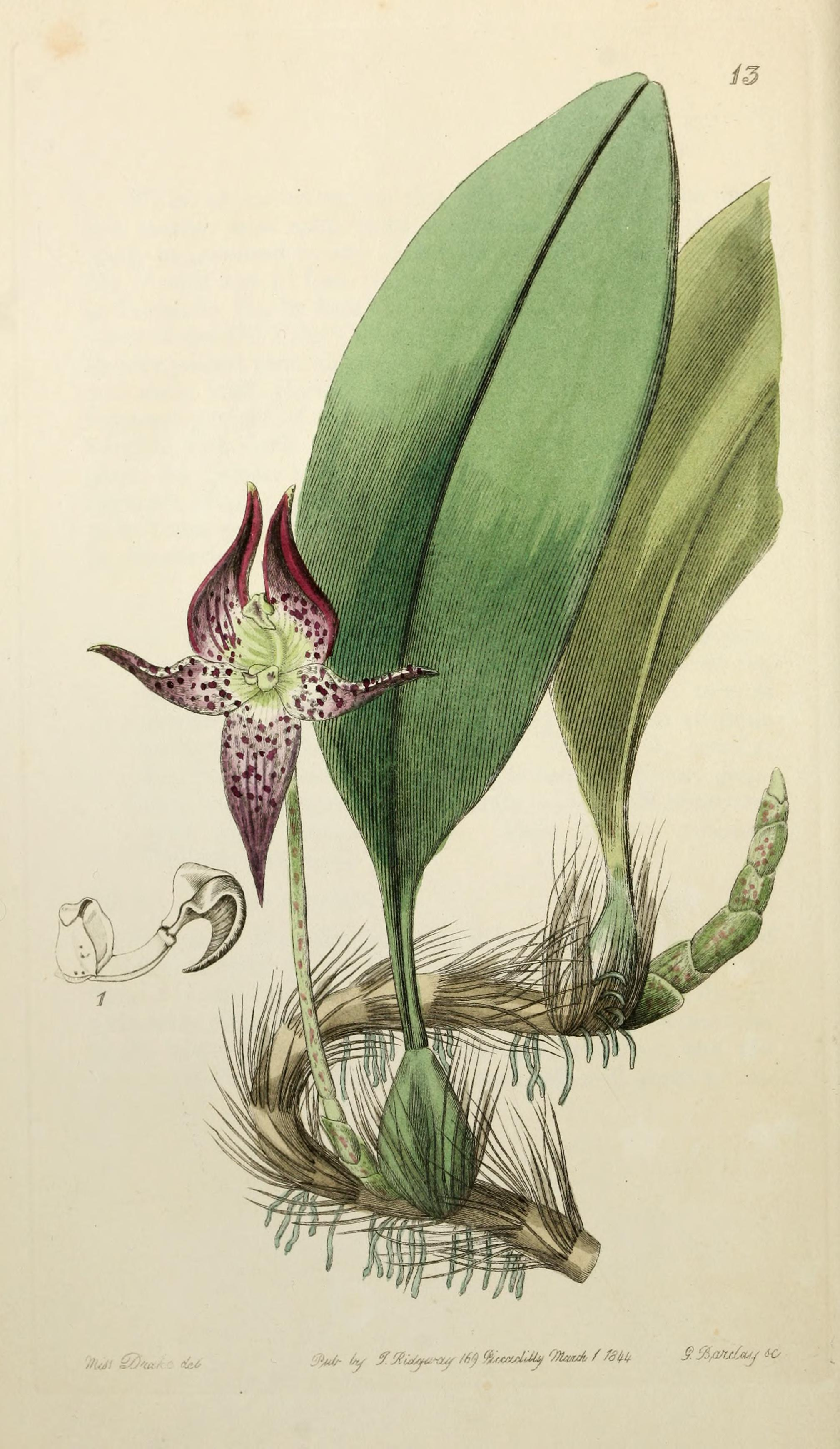